# R.I.P.D.: 알.아이.피.디.
《R.I.P.D.: 유령퇴치 전담반》(영어: R.I.P.D.: Rest in Peace Department 혹은 간단히 R.I.P.D.)은 2013년 개봉한 미국의 초자연 액션 코미디 영화이다. 제프 브리지스, 라이언 레이놀즈, 메리루이즈 파커, 케빈 베이컨 등이 출연하였다.   
2022년 제프리 도너번이 주연한 프리퀄 비디오 영화 《R.I.P.D. 2: Rise of the Damned》가 출시되었다.

## 줄거리
보스턴 경찰 소속 형사 닉 워커는 동료 보비 헤이스와 함께 마약 단속 중 금을 훔친다. 그러나 죄책감을 느낀 닉이 금을 증거물로 제출하려 하자 헤이스가 닉을 총으로 쏴 죽인다.
죽은 닉은 소용돌이를 거쳐 저세상으로 넘어가고, 사후 세계를 관리하는 R.I.P.D.(Rest In Peace Department)에 들어가게 된다. R.I.P.D.는 죽었지만 심판을 피한 영혼, 즉 ‘데도’(Deado)들을 잡아들이는 임무를 수행한다. 닉은 옛 서부 시대 집행관 출신인 로이 펄시퍼와 파트너가 된다.
R.I.P.D. 요원들은 살아있는 인간들에게 다른 모습으로 보이며, 닉은 동양인 노인으로, 로이는 금발의 미녀로 나타난다. 따라서 닉이 자신의 장례식에서 아내 줄리아를 만났을 때 그녀는 닉을 알아보지 못한다.
닉과 로이는 데도로 의심되는 스탠리를 심문하다가 그가 결국 데도임을 밝혀내고, 도망치던 스탠리는 삼켰던 금을 토해낸다. 닉은 금에 대한 의문을 품고 로이와 함께 데도인 정보원 엘리엇을 만난다. 엘리엇은 금이 쓸모없는 것이라고 주장하지만, 닉이 금을 두고 가자 엘리엇은 이 금을 헤이스에게 넘긴다. 추적 끝에 닉과 로이는 헤이스가 훔친 금을 다른 데도에게 넘기는 것을 발견한다. 이들은 이 데도를 체포하려 하지만 데도는 금을 닉에게 뺏긴 뒤 괴물로 변신해 도망친다. 이후 닉과 다투는 과정에서 로이는 아끼는 카우보이 모자를 잃어 버린다. 닉과 로이는 금이 사후 세계로 가는 통로를 역전시키는 유물인 ‘여리고의 지팡이’의 일부라는 것을 알게 된다.
데도를 놓친 닉과 로이는 정직 처분을 받지만 데도들의 음모를 막기 위해 다시 움직인다. 닉은 아내 줄리아에게 자신의 존재를 알리려 하지만 그녀는 혼란스러워한다. 닉과 로이는 헤이스를 찾아내고, 헤이스는 본인이 데도임을 밝힌다. 닉과 로이는 헤이스를 체포하고 남은 금을 확보하지만, 헤이스는 함정을 파 R.I.P.D. 요원들을 무력화시키고 금을 되훔쳐 도망친다.
데도들은 한 건물의 옥상에서 여리고의 지팡이를 조립하기 시작하고, 닉과 로이는 데도들과 싸우며 건물에 접근해 나간다. 헤이스는 지팡이의 힘을 증폭시키기 위해 줄리아를 희생시키고, 죽은 영혼들이 세상에 쏟아져 내리기 시작한다. 
닉이 헤이스의 주의를 돌린 사이 로이가 지팡이를 파괴한다. 닉은 소용돌이가 닫힌 뒤 헤이스를 쏘아 그의 존재 자체를 지워 버린다. 빈사 상태의 줄리아는 닉의 진짜 모습을 볼 수 있게 되고, 닉은 줄리아와 작별 인사를 나눈다.
줄리아는 병원에서 깨어나고, R.I.P.D. 책임자 프록터는 닉과 로이에게 징계 결과 임무 기간이 늘어났음을 통보한다. 로이는 분개하다가 프록터가 카우보이 모자를 돌려주자 진정한다. 닉은 새로운 외형을 얻게 되어 기뻐하지만 이번엔 걸 스카우트의 모습이 된 것을 알고 좌절한다.

## 출연진
- 제프 브리지스 - 로이시퍼스 “로이” 펄시퍼 역
- 라이언 레이놀즈 - 닉 워커 역
- 메리루이즈 파커 - 밀드러드 프록터 역
- 케빈 베이컨 - 보비 헤이스 역
- 스테퍼니 쇼스택 - 줄리아 워커 역
- 머리사 밀러 - FBI 요원 오플 퍼블렝코 역
- 제임스 홍 - 제리 천 할아버지 역
- 데빈 래트레이 - 펄래스키 역
- 로버트 네퍼 - 스탠리 너위키 역
- 마이크 오맬리 - 엘리엇 역
- 래리 조 캠벨 - 머피 경관 역
- 파이퍼 매켄지 해리스 - 걸 스카우트 역: 닉의 새로운 아바타.
- 토비 허스
- 마이크 저지
- 마이클 예바